# Journal of Clinical Oncology
Journal of Clinical Oncology est un journal sur l'oncologie.